# Asti Calcio a 5 2015-2016
Questa pagina raccoglie i dati riguardanti l'Asti Calcio a 5, squadra di calcio a 5 militante in serie A, nelle competizioni ufficiali della stagione 2015-2016.

## Calciomercato

### Sessione estiva
| Giacomo Azzoni    | MestreFenice |
| Edgar Bertoni     | Kaos         |
| Antonio Celentano | Astense      |
| Manoel Crema      | Real Rieti   |
| Júlio De Oliveira | Pescara      |
| Patrick Nora      | Luparense    |

| Lucas Braga      | Arzignano        |
| Kristjan Čujec   | Luparense        |
| Rodolfo Fortino  | Sporting Lisbona |
| Jonas            | Pescara          |
| Davide Putano    | Kaos             |
| Fernando Wilhelm | Benfica          |

### Sessione invernale
| Carlos Espíndola | Intelli |

| Jordi Torrás | ritirato |

## Prima squadra
| N° | Naz.                                   | Ruolo | Sportivo           | Anno     |  |  |
| -- | -------------------------------------- | ----- | ------------------ | -------- |  |  |
| 3  | Spagna (bandiera)                      | DIF   | Jordi Torrás       | 24.09.80 |  |  |
| 4  | Italia (bandiera)                      | UNI   | Sergio Romano      | 28.08.87 |  |  |
| 5  | Brasile (bandiera) · Italia (bandiera) | LAT   | Filipe Follador    | 29.07.88 |  |  |
| 6  | Brasile (bandiera) · Italia (bandiera) | LAT   | Ramon Bueno Ardite | 27.09.84 |  |  |
| 7  | Italia (bandiera)                      | LAT   | Massimo De Luca    | 07.10.87 |  |  |
| 8  | Brasile (bandiera) · Italia (bandiera) | UNI   | Vinícius Duarte    | 13.12.82 |  |  |
| 9  | Brasile (bandiera)                     | UNI   | Ricardo Zanella    | 20.05.89 |  |  |
| 10 | Brasile (bandiera) · Italia (bandiera) | PIV   | Chimanguinho       | 08.03.86 |  |  |
| 11 | Brasile (bandiera) · Italia (bandiera) | PIV   | Júlio De Oliveira  | 08.06.91 |  |  |
| 12 | Italia (bandiera)                      | POR   | Luca Casalone      | 10.01.90 |  |  |
| 13 | Italia (bandiera)                      | POR   | Mirco Casassa      | 09.10.92 |  |  |
| 14 | Brasile (bandiera) · Italia (bandiera) | DIF   | Bocão              | 20.04.89 |  |  |
| 15 | Brasile (bandiera) · Italia (bandiera) | LAT   | Edgar Bertoni      | 24.09.81 |  |  |
| 17 | Brasile (bandiera) · Italia (bandiera) | LAT   | Manoel Crema       | 01.10.88 |  |  |
| 18 | Brasile (bandiera) · Italia (bandiera) | DIF   | Patrick Nora       | 16.05.79 |  |  |
| 21 | Brasile (bandiera)                     | POR   | Carlos Espíndola   | 12.07.93 |  |  |
| 25 | Italia (bandiera)                      | DIF   | Antonio Celentano  | 04.09.90 |  |  |

## Under 21
| N° | Naz.              | Ruolo | Sportivo           | Anno     |  |  |
| -- | ----------------- | ----- | ------------------ | -------- |  |  |
| 1  | Italia (bandiera) | POR   | Federico Zanchetta | 13.01.95 |  |  |
| 20 | Italia (bandiera) | LAT   | Giacomo Azzoni     | 20.02.95 |  |  |